# Mesosemia serenata
Mesosemia serenata är en fjärilsart som beskrevs av Hans Ferdinand Emil Julius Stichel 1923. Mesosemia serenata ingår i släktet Mesosemia och familjen Riodinidae. Inga underarter finns listade i Catalogue of Life.